# Les Sabines (opéra bouffe)
Cet article concerne l'opéra bouffe de Jules Verne et Charles Wallut. Pour le tableau de Jacques-Louis David, voir Les Sabines. Pour la nouvelle de Marcel Aymé, voir Les Sabines (nouvelle).
Les Sabines ou L'Enlèvement des Sabines est un projet d’opéra bouffe sur un livret de Jules Verne et Charles Wallut daté de 1867.

## Description
Il s'agit d'un opéra bouffe en deux ou trois actes. Destiné au théâtre des Bouffes-Parisiens puis au théâtre de l'Athénée, la pièce n'est finalement jamais montée et le texte est perdu à l'exception du premier acte manuscrit,.